# Nino Bixio (esploratore)
Il Nino Bixio è stato un esploratore della Regia Marina.

## Storia
Costruita nell'Arsenale di Castellammare di Stabia su progetto del generale del Corpo del genio navale Giuseppe Rota, la nave venne varata il 30 novembre 1911 e madrina del varo fu Giuseppina Bixio, l'unica figlia di Nino Bixio.
Il Bixio fu sin dal principio afflitto da seri problemi all'apparato motore, dovuti anche alla sua complessità. Durante le prove in mare sviluppò una velocità massima di 26,82 nodi, leggermente inferiore a quella del gemello Marsala e di oltre due nodi più bassa rispetto ai 29 nodi previsti dal progetto.
Lo scafo dell'unità era in acciaio ad alta resistenza, diviso in tre ponti (di coperta, di corridoio e di protezione) provvisti di paratie stagne nei livelli inferiori alla linea di galleggiamento.
All'inizio della prima guerra mondiale il Bixio aveva base a Brindisi, al comando del capitano di fregata Monaco.
Il 24 maggio 1915 operò nel Mar Adriatico insieme ad un altro esploratore, il Quarto, in appoggio alle azioni di cacciatorpediniere previste per quel giorno.
Il 5 giugno il Bixio, scortato da quattro cacciatorpediniere (gli italiani Irrequieto e Francesco Nullo ed i francesi Commandant Bory e Protet), effettuò un'azione di bombardamento contro le isole di Lissa e Sant'Andrea.
Verso le nove del mattino del 29 dicembre 1915 il Bixio uscì da Brindisi imbarcando il contrammiraglio Silvio Bellini (comandante della Divisione Esploratori) ed insieme ai cacciatorpediniere della squadriglia «Abba» ed all'incrociatore britannico Weymouth per porsi all'inseguimento, come avevano già fatto numerose altre unità italo-franco-britanniche, di una formazione austro-ungarica (esploratore SMS Helgoland, cacciatorpediniere Csepel, Tátra, Triglav, Lika e Balaton) che aveva cannoneggiato ed affondato alcuni mercantili (due velieri ed il piroscafo greco Mikael) ormeggiati a Durazzo. La formazione del Bixio fece rotta verso Cattaro procedendo a tutta velocità, ma alle 13.45, nei pressi di Capo Menders, da bordo dell'esploratore venne avvistata una superiore formazione austro-ungarica – incrociatore corazzato Karl VI, esploratore Novara ed alcune torpediniere – uscita per appoggiare il rientro delle proprie unità; Bixio e Weymouth ripiegarono quindi verso sud, per unirsi all'incrociatore inglese Dartmouth ed all'esploratore Quarto. Alle 15.51 il Bixio ed il Weymouth avvistarono l’Helgoland ad 11.000 metri ed assunsero rotta ad esso parallela; la nave inglese aprì il fuoco da 13.800 metri, colpendo l'unità austroungarica alle 15.55, alle 16.26, alle 16.36 ed alle 16.45, mentre l’Helgoland cercava di sfuggire accostando dapprima verso sudovest, poi per 180° e poi nuovamente verso ovest. Il Bixio in questa prima azione non poté sparare, perché il Weymouth gli ostruiva il campo di tiro. Alle 16.47 l’Helgoland e lo Csepel diressero per nordovest avvicinandosi così alle due unità italiane: tra le 17.30 e le 17.50 ebbe luogo un nuovo scontro a fuoco, con distanze che da 9.000 scesero a 4.000 metri, durante il quale il Bixio venne danneggiato da un proiettile che colpì l'opera morta. Terminato quest'ultimo combattimento per via del sopraggiungere del buio, le navi italo-inglesi ed austroungariche fecero ritorno alle loro basi.
Il 2 agosto 1916 il Bixio e l'incrociatore britannico Liverpool uscirono in mare a sostegno di alcuni cacciatorpediniere (Abba, Ardente, Bory, Bisson ed Impavido) che avevano ingaggiato battaglia contro i cacciatorpediniere austroungarici Wildfang e Warasdiner: l'esploratore italiano ebbe un inconclusivo scambio di colpi con l'incrociatore corazzato austroungarico Aspern, uscito in mare insieme alle torpediniere TB 85F e TB 87F per appoggiare il rientro dei due cacciatorpediniere austriaci. Nel corso della stessa giornata il Bixio venne anche attaccato dal sommergibile austroungarico U 4, senza però venire colpito.
Nella notte tra il 3 ed il 4 settembre 1917 il Bixio, il Weymouth ed i cacciatorpediniere Nievo, Mosto (italiani), Bisson e Bory salparono da Otranto per scortare 6 idrosiluranti ed 8 motoscafi britannici che avrebbero dovuto effettuare un'incursione contro Cattaro. L'attacco dovette tuttavia essere interrotto e rimandato causa le peggiorate condizioni meteorologiche.
Nel 1919 il Bixio venne temporaneamente dislocato a Spalato, città ove i forti contrasti tra la componente slava e la minoranza italiana stavano degenerando in continue violenze: tra l'altro fu proprio a bordo del Bixio che, il 25 febbraio 1919, si tenne la cerimonia durante la quale il sindaco di Spalato ed il presidente del governo provvisorio jugoslavo porsero le loro scuse per l'aggressione da parte della folla, avvenuta il giorno precedente, di alcuni rappresentanti italiani e del comandante dell'incrociatore Puglia, Giulio Menini. Successivamente, dopo il marzo 1919, l'esploratore tornò in Italia.
Successivamente il Bixio venne sottoposto a lavori di modifica in seguito ai quali imbarcò due cannoni Vickers Terni da 40/39 mm.
Causa il progressivo e grave deterioramento dell'apparato motore, l'esploratore venne radiato il 15 marzo 1929 e venduto per la demolizione.